# كريستين مبوما
كريستين مبوما (مواليد 22 مايو 2003) هي لاعبة ألعاب قوى من ناميبيا،فازت بالميدالية الفضية في أولمبياد 2020 في سباق 200 متر.